# Rewind, Replay, Rebound
Rewind, Replay, Rebound is het zevende album van de Deense heavymetal-band Volbeat. Het album bevat 14 nummers en kwam uit op 2 augustus 2019. In Nederland behaalde het album een derde plek in de Dutch Charts; in Vlaanderen werd de eerste plek behaald.